# 52 (număr)
52 (cincizeci și doi, pronunțat în tempo rapid și cinzeci și doi) este numărul natural care urmează după 51 și precede pe 53.

## În matematică
52:
Este al șaselea număr Bell și un număr decagonal. Este un număr intangibil, deoarece nu este niciodată suma divizorilor proprii a vreunui număr și este un noncototient deoarece nu este egal cu x - φ(x) pentru orice x.
Este un număr Størmer.

## În știință
- Este numărul atomic al telurului.

### Astronomie
- Messier 52,  un roi deschis, situat în Constelația Cassiopeia.
- NGC 52, o  galaxie spirală situată în constelația Pegasus.
- 52 Europa este o planetă minoră.

## În religie
- Un număr semnificativ în calendarul mayaș.
- Numărul de oameni din Nebo, la recensământul israeliților care s-au întors din robie în Israel, conform Ezra 2:29.

## În alte domenii
52 se poate referi la:
- Numărul aproximativ de săptămâni dintr-un an terestru. 52 de săptămâni reprezintă 364 de zile, în timp ce anul tropical are 365,24 de zile. Conform ISO 8601, majoritatea anilor au 52 de săptămâni, în timp ce unii au 53.
- La pianul modern, 52 este numărul tastelor albe (note pe scara muzicală Do major)
- Numărul de cărți dintr-un pachet standard de cărți de joc, fără a lua în considerare Jokerii sau cărți publicitare.
- 52 Pick-Up (în română Șantaj) este un film cu Roy Scheider și Ann-Margret.
- Codul pentru apelurile telefonice internaționale directe către Mexic.
- 52 este un serial săptămânal de benzi desenate DC Comics și are 52 de capitole, cu o intrigă care se întinde pe un an întreg.
- The New 52, benzi desenate DC Comics.
- Numărul de litere din alfabetul englez, dacă majusculele se numără separat de minuscule.
- Numărul departamentului francez Haute-Marne.
- 52nd Street (dezambiguizare)
- 52 a fost numărul de mașină al șoferului pensionar NASCAR Jimmy Means.
- 52 de ostatici americani au fost ținuți în criza ostaticilor din Iran, aceștia au fost ținuți ostatici 444 de zile începând cu 4 noiembrie 1979.[8][9]
- Numărul de ture din Marele Premiu al Marii Britanii din 2010.
- Numărul mai multor autostrăzi din lume (ca de ex. Otoyol 52, A52 road, U.S. Route 52).
- Boeing B-52 Stratofortress
- ani istorici: 52 î.Hr., AD 52, 1052, 1952, 2052, etc.
- Este codul de țară UIC al Bulgariei.[10]